# Pallavolo Molfetta
Pallavolo Molfetta; męski klub siatkarski z Włoch powstały w 1964 w Molfetta. Od sezonu 2014/15 drużyna występuje w Serie A1 pod nazwą Exprivia Neldiritto Pallavolo Molfetta.

## Kadra

### Sezon 2016/2017
| Nr | Imię i nazwisko          | Data ur. | Wzrost | Pozycja      |
| -- | ------------------------ | -------- | ------ | ------------ |
| 1  | Alberto Polo             | 1995     | 201    | środkowy     |
| 3  | Marco Vitelli            | 1996     | 201    | środkowy     |
| 4  | Javier Jiménez           | 1989     | 198    | przyjmujący  |
| 5  | Pier Paolo Partenio      | 1993     | 197    | rozgrywający |
| 6  | Francesco Del Vecchio    | 1987     | 195    | przyjmujący  |
| 7  | João Rafael Ferreira     | 1993     | 192    | przyjmujący  |
| 8  | Thiago Veloso            | 1993     | 185    | rozgrywający |
| 9  | Bogdan Alexandru Olteanu | 1980     | 199    | przyjmujący  |
| 10 | Giulio Sabbi             | 1989     | 201    | atakujący    |
| 11 | Daniele De Pandis        | 1984     | 184    | libero       |
| 12 | Alessandro Porcelli      | 1995     | 178    | libero       |
| 13 | Niki Hendriks            | 1992     | 197    | atakujący    |
| 15 | Elio Giuseppe Cormio     | 1998     | 201    | przyjmujący  |
| 17 | Maicon José Leite Costa  | 1992     | 204    | środkowy     |
| 18 | Gabriele Di Martino      | 1997     | 199    | środkowy     |

### Sezon 2015/2016
| Nr | Imię i nazwisko                | Data ur. | Wzrost | Pozycja      |
| -- | ------------------------------ | -------- | ------ | ------------ |
| 1  | Michał Kaczyński               | 1993     | 201    | atakujący    |
| 2  | Davide Candellaro              | 1989     | 200    | środkowy     |
| 3  | Vincenzo Spadavecchia          | 1993     | 204    | środkowy     |
| 4  | Luigi Randazzo                 | 1994     | 198    | przyjmujący  |
| 5  | Giulio Mariella                | 1995     | 198    | rozgrywający |
| 6  | Francesco Del Vecchio          | 1987     | 195    | przyjmujący  |
| 7  | João Rafael de Barros Ferreira | 1993     | 192    | przyjmujący  |
| 9  | Rocco Barone                   | 1987     | 200    | środkowy     |
| 10 | Armin Mustedanović             | 1986     | 195    | przyjmujący  |
| 11 | Daniel De Pandis               | 1984     | 184    | libero       |
| 12 | Alessandro Porcelli            | 1995     | 178    | libero       |
| 14 | Raydel Hierrezuelo Aguirre     | 1987     | 196    | rozgrywający |
| 15 | Michele Fedrizzi               | 1991     | 192    | przyjmujący  |
| 18 | Fernando Hernández Ramos       | 1989     | 196    | atakujący    |

### Sezon 2014/2015
| Nr | Imię i nazwisko            | Data ur. | Wzrost | Pozycja               |
| -- | -------------------------- | -------- | ------ | --------------------- |
| 2  | Davide Candellaro          | 1989     | 200    | środkowy              |
| 3  | Sergio Noda                | 1987     | 190    | przyjmujący           |
| 5  | Alen Šket                  | 1988     | 204    | przyjmujący/atakujący |
| 6  | Francesco Del Vecchio      | 1987     | 195    | przyjmujący           |
| 7  | Luca Spirito               | 1993     | 196    | rozgrywający          |
| 8  | Roberto Romiti             | 1983     | 183    | libero                |
| 10 | Wytze Kooistra             | 1982     | 209    | atakujący             |
| 11 | Leonardo Puliti            | 1991     | 199    | przyjmujący           |
| 12 | Elia Bossi                 | 1994     | 202    | środkowy              |
| 13 | Aleksandar Blagojević      | 1993     | 206    | środkowy/atakujący    |
| 14 | Raydel Hierrezuelo Aguirre | 1987     | 196    | rozgrywający          |
| 15 | Alessandro Porcelli        | 1995     | 178    | libero                |
| 16 | Rolando Despaigne Jurquin  | 1987     | 200    | przyjmujący           |
| 17 | Maurice Torres             | 1991     | 201    | atakujący             |
| 18 | Marco Cosimo Piscopo       | 1983     | 205    | środkowy              |

### Sezon 2013/2014
| Nr | Imię i nazwisko       | Data ur. | Wzrost | Pozycja      |
| -- | --------------------- | -------- | ------ | ------------ |
| 1  | Marco Cosimo Piscopo  | 1983     | 205    | środkowy     |
| 2  | Daniele Mazzone       | 1992     | 207    | środkowy     |
| 3  | Marco Izzo            | 1994     | 195    | rozgrywający |
| 6  | Francesco Del Vecchio | 1987     | 195    | przyjmujący  |
| 7  | Andrea Cesarini       | 1987     | 180    | libero       |
| 8  | Giamcarlo Rau         | 1988     | 198    | środkowy     |
| 9  | Francesco De Marchi   | 1986     | 193    | przyjmujący  |
| 10 | Giulio Sabbi          | 1989     | 201    | atakujący    |
| 11 | Bruno Zanuto          | 1983     | 200    | przyjmujący  |
| 13 | Aleksandar Blagojević | 1993     | 206    | atakujący    |
| 14 | Miguel Ángel Fornés   | 1993     | 204    | środkowy     |
| 16 | Cristian Casoli       | 1975     | 192    | środkowy     |
| 18 | Davide Saitta         | 1987     | 188    | rozgrywający |